# Dunajewo (Transbaikalien)
Dunajewo (russisch Дунаево) ist ein Dorf in der Region Transbaikalien (Russland) mit 1009 Einwohnern (Stand 14. Oktober 2010).

## Geographie
Der Ort liegt in der dort steppenartigen Charakter tragenden Landschaft der transbaikalischen Mittelgebirge, zwischen Nertscha-Kuenga-Gebirge im Norden und Borschtschowotschnygebirge im Süden, knapp 250 Kilometer Luftlinie östlich des Regionsverwaltungszentrums Tschita, unweit des linken Ufers des Amur-Quellflusses Schilka wenig oberhalb der Einmündung der Kuenga.
Dunajewo gehört zum Rajon Sretensk und ist von dessen Verwaltungszentrum Sretensk etwa 50 Kilometer in südwestlicher Richtung entfernt. Zur Landgemeinde (Selskoje posselenije) Dunajewo gehören weiterhin die umliegenden Dörfer Nischnjaja Kuenga (3 km nördlich) und Schemetowo (9 km südwestlich) sowie die Siedlung bei der Bahnstation Rasjesd 3 km (östlich, in Richtung Stretensk).

## Geschichte
Der Ort entstand um 1900 im Zusammenhang mit dem Bau der Transsibirischen Eisenbahn, deren Transbaikal-Abschnitt zunächst die Schilka abwärts bis Sretensk geführt und 1901 eröffnet wurde. Die östlich des heutigen Ortes an der Strecke eröffnete Ausweichstelle erhielt nach dem dort in die Schilka mündenden Fluss den Namen Kuenga. Beim Bau der Amur-Eisenbahn in Richtung Chabarowsk wurde Kuenga als westlicher Anschlusspunkt an die bestehende Strecke gewählt. 1907 wurde mit dem Bau begonnen, 1908 der neue Anschlussbahnhof Dunajewo eröffnet, 1910 der Westabschnitt und 1916 die gesamte Amur-Eisenbahn in Betrieb genommen.
Später wurden die beiden Bahnstationen unter ihrem heutigen Namen Kuenga vereinigt und umgestaltet. Mit den umfangreichen Arbeiten zum zweigleisigen Ausbau der Amur-Eisenbahn in den 1930er-Jahren wuchsen die Bedeutung der Bahnstation und des Ortes. Es wurde ein kleines Kraftwerk errichtet, der Bahnhof Kuenga Standort einer Bahnmeisterei, und Dunajewo erhielt 1938 den Status einer Siedlung städtischen Typs.
In den 1950er-Jahren wurde der Ort wieder zu einer ländlichen Siedlung herabgestuft. Im Zusammenhang mit der Elektrifizierung des Transbaikal-Abschnittes der Transsibirischen Eisenbahn in den 1990er-Jahren wurden im Ort mehrere Wohngebäude und andere Einrichtungen errichtet, 2000 ein neues Bahnhofsgebäude eröffnet.

### Bevölkerungsentwicklung
| Jahr | Einwohner |
| ---- | --------- |
| 2002 | 1150      |
| 2010 | 1009      |

Anmerkung: Volkszählungsdaten

## Wirtschaft und Infrastruktur
In Dunajewo befindet sich die nach dem Fluss benannte Station Kuenga der Transsibirischen Eisenbahn (Streckenkilometer 6526 ab Moskau), von der dort eine Nebenstrecke nach Sretensk abzweigt. Einige Kilometer nördlich, beim Dorf Nischnjaja Kuenga, führt die dem Verlauf der Schilka folgende Regionalstraße R426 Mogoitui – Sretensk vorbei. Bei Dunajewo befindet sich eine Anlegestelle an der schiffbaren Schilka.
Hauptwirtschaftsfaktor ist die Bedienung der Einrichtungen des Eisenbahnverkehrs. Daneben wird Landwirtschaft für die lokale Versorgung betrieben.